# La noche (La nuit)
La Noche es uno de los primeros álbumes del cantante Salvatore Adamo distribuidos en Chile por el sello E.M.I. Odeón en el año 1965. Existió una versión en francés y otra en español.
Las traducciones de algunas de las canciones de este álbum fueron hechas por J. Córcega, quien ha interpretado y traducido casi la totalidad de las canciones de Adamo al español.

## Lista de canciones

### Lado A
1. "La Nuit" ("La Noche")
2. "A Vot' Bon Coeur" ("Por Favor")
3. "Quand Les Roses ("Como las Rosas")
4. "J'ai Pas D'mande La Vie" ("Yo no Pedí la Vida")
5. "Petit Camarade" ("Pequeños Camaradas")
6. "Gran-pere et Gran-mere" ("Abuelo y Abuela")

### Lado B
1. "Dolce Paola" ("Dulce Paula")
2. "Les Filles du Bord de Mer" ("Las Chicas de la Costa")
3. "Elle..." (Ella...)
4. "Mouvais Garçon" ("Muchacho Malo")
5. "Si Jamais" ("Si Alguna Vez")
6. "Le Grand Jeu" ("El Gran Juego")